# Alejandro Jones

## Biografia
Alejandro Jones é um Actor argentino .
É filho de um mexicano e de uma argentina.
Entra recentemente em My Friends 4 como Javier Bernardi

## Televisão
| Anos          | Telenovela         | Personagem        | Papel            | Canal       |
| ------------- | ------------------ | ----------------- | ---------------- | ----------- |
| 2009\2010     | Isa Tk+            | Ramiro Pasqualli  | Elenco principal | Nickelodeon |
| 2011\2013     | Grachi             | Gonzalo Samiraz   | Elenco Principal | Nickelodeon |
| 2013\2014     | Marido en alquiler | Gregório Fernadez | Elenco Imfantil  | Telemundo   |
| 2014\presente | My Friends         | Javier Bernardi   | Antagonista      | Nickelodeon |